# Savave
Savave ist eine Insel im pazifischen Inselstaat Tuvalu. Als einzige bewohnte Insel des 33 Inseln umfassenden Nukufetau-Atolls ist sie dessen Verwaltungssitz und liegt im Südwesten des Atolls. Die Siedlung ist statistisch in zwei Teile gegliedert, die jedoch nahtlos ineinander übergehen: Maneapa mit (Stand 2012) 191 Einwohnern und Aulotu mit (Stand 2012) 331 Einwohnern.
Savave verfügt über ein Krankenhaus, Kirche, Sportplatz, Grundschule und Postamt. Zudem befindet sich auf der Insel der Sitz der Inselverwaltung (Kaupule).